# Tevaughn Harriette
Tevaughn Harriette, né le 26 juin 1995, est un footballeur antiguais évoluant au poste de milieu de terrain avec le Parham FC dans le championnat d'Antigua-et-Barbuda.
Son frère Jeremiah Harriette, d'un an son aîné, est lui aussi footballeur.

## Carrière

### En club
Tevaughn Harriette s'impose avec le Parham FC comme meilleur buteur de la Premier League d'Antigua-et-Barbuda lors de la saison 2013-14 avec 15 buts. L'année suivante, on le retrouve aux États-Unis jouant pour le Vancouver Victory FC, un club amateur de l'Evergreen Premier League (en) de l'État de Washington.
Revenu au Parham FC, il y est sacré champion en 2014-15 puis rejoint durant la saison 2016-17 le Grenades FC, club qualifié au CFU Club Championship 2017, tournoi où il se distingue en marquant sept buts, total qui lui permet de finir co-meilleur buteur de la compétition.

### En équipe nationale
Convoqué en équipe d'Antigua-et-Barbuda, à l'occasion des éliminatoires de la Coupe caribéenne des nations 2014, Tevaughn Harriette marque dès son premier match, contre Anguilla, le 3 septembre 2014. 
Il dispute l'année suivante les qualifications pour la Coupe du monde 2018 (4 matchs, 2 buts) et compte à ce jour 17 capes chez les Benna Boys pour un total de cinq buts marqués.

#### Buts en sélection
| Buts en sélection de Tevaughn Harriette | Buts en sélection de Tevaughn Harriette | Buts en sélection de Tevaughn Harriette                      | Buts en sélection de Tevaughn Harriette | Buts en sélection de Tevaughn Harriette | Buts en sélection de Tevaughn Harriette | Buts en sélection de Tevaughn Harriette |
|                                         | Date                                    | Lieu                                                         | Adversaire                              | Score                                   | Résultat                                | Compétition                             |
| --------------------------------------- | --------------------------------------- | ------------------------------------------------------------ | --------------------------------------- | --------------------------------------- | --------------------------------------- | --------------------------------------- |
| 1.                                      | 3 septembre 2014                        | Antigua Recreation Ground, St. John's (Antigua-et-Barbuda)   | Anguilla                                | 3-0                                     | 6-0                                     | QCAR 2014                               |
| 2.                                      | 10 juin 2015                            | Sir Vivian Richards Stadium, St. John's (Antigua-et-Barbuda) | Sainte-Lucie                            | 1-0                                     | 1-3                                     | QCM 2018                                |
| 3.                                      | 14 juin 2015                            | Sir Vivian Richards Stadium, St. John's (Antigua-et-Barbuda) | Sainte-Lucie                            | 1-2                                     | 1-4                                     | QCM 2018                                |
| 4.                                      | 4 novembre 2015                         | Victoria Park, Kingstown (Saint-Vincent-et-les-Grenadines)   | Saint-Vincent-et-les-Grenadines         | 0-1                                     | 2-1                                     | Amical                                  |
| 5.                                      | 7 juin 2016                             | Sir Vivian Richards Stadium, St. John's (Antigua-et-Barbuda) | Grenade                                 | 4-1                                     | 5-1                                     | QCAR 2017                               |

## Palmarès

### En club
- Parham FC
  - Champion d'Antigua-et-Barbuda en 2014-15.

### Distinctions individuelles
- Parham FC
  - Meilleur buteur du championnat d'Antigua-et-Barbuda en 2013-14 (15 buts)[2].

- Grenades FC
  - Meilleur buteur du CFU Club Championship en 2017 (7 buts, ex æquo avec l'Haïtien Woodensky Cherenfant)[4].